# Swing Ling-Lej
Swing Ling-Lej skrevs av Eskil Eckert-Lundin och Thore Ehrling (musik) och Hasse Ekman (text), och är en sång som spelades in av Alice Babs och utkom på skiva 1941. Sången var med i filmen Swing it, magistern!.

### Fotnoter
1. ↑  ”Swing Ling-Lej”. Svensk mediedatabas. 26 februari 1941. http://smdb.kb.se/catalog/search?q=swing+ling&x=0&y=0. Läst 2 januari 2015.